# Fred Hovey
Frederick »Fred« Howard Hovey, ameriški tenisač, * 7. oktober 1868, Newton Centre, Massachusetts, ZDA, † 18. oktober 1945, Miami Beach, Florida, ZDA.
Fred Hovey se je v posamični konkurenci štirikrat uvrstil v finale turnirja za Nacionalno prvenstvo ZDA, edino zmago je dosegel leta 1895, ko je v finalu premagal Roberta Wrenna. Wrenn ga je premagal v finalih v letih 1893 in 1896, leta 1892 pa Oliver Campbell. S partnerjem Clarencom Hobartom je dvakrat osvojil Nacionalno prvenstvo ZDA v konkurenci moških dvojic, še enkrat se je uvrstil v finale. Leta 1974 je bil posmrtno sprejet v Mednarodni teniški hram slavnih.

## Finali Grand Slamov

### Posamično (4)

#### Zmage (1)
| Leto | Turnir                   | Nasprotnik v finalu | Rezultat finala |
| 1895 | Nacionalno prvenstvo ZDA | Robert Wrenn        | 6–3, 6–2, 6–4   |

#### Porazi (3)
| Leto | Turnir                       | Nasprotnik v finalu | Rezultat finala         |
| 1892 | Nacionalno prvenstvo ZDA     | Oliver Campbell     | 7–5, 3–6, 6–3, 7–5      |
| 1893 | Nacionalno prvenstvo ZDA (2) | Robert Wrenn        | 6–4, 3–6, 6–4, 6–4      |
| 1896 | Nacionalno prvenstvo ZDA (3) | Robert Wrenn        | 7–5, 3–6, 6–0, 1–6, 6–1 |

### Moške dvojice (3)

#### Zmage (2)
| Leto | Turnir                       | Partner         | Nasprotnika v finalu              | Rezultat finala    |
| 1893 | Nacionalno prvenstvo ZDA     | Clarence Hobart | Oliver Campbell Robert Huntington | 6–3, 6–4, 4–6, 6–2 |
| 1894 | Nacionalno prvenstvo ZDA (2) | Clarence Hobart | Carr Neel Sam Neel                | 6–3, 8–6, 6–1      |

#### Porazi (1)
| Leto | Turnir                   | Partner         | Nasprotnika v finalu       | Rezultat finala |
| 1895 | Nacionalno prvenstvo ZDA | Clarence Hobart | Malcolm Chace Robert Wrenn | 5–7, 1–6, 6–8   |